# Akademia Elpides Karditsas 94
L'Akademia Elpides Karditsas 94 (Ακαδημία Ελπίδες Καρδίτσας 94) è una squadra di calcio femminile greca con sede a Karditsa. Nel campionato 2018-2019 milita in Αlpha Ethniki, il massimo livello del campionato greco femminile di calcio.

## Palmarès

### Altri piazzamenti
- Campionato greco:

Secondo posto: 2011-2012, 2012-2013, 2013-2014, 2015-2016, 2017-2018